# Norman Lockyer
Joseph Norman Lockyer (Rugby, Warwickshire, Reino Unido, 17 de mayo de 1836-Salcombe Regis, Devon, Reino Unido, 16 de agosto de 1920) fue un científico y astrónomo británico, que descubrió el helio al mismo tiempo que Pierre Janssen. También fundó la arqueoastronomía y la revista Nature.

## Resumen biográfico
Lockyer nació en Rugby, Warwickshire. Luego de una escolaridad convencional matizada por viajes a Suiza y Francia, trabajó varios años como empleado de la oficina de guerra británica. Se instaló en Wimbledon después de casarse con Winifred James. Entusiasta astrónomo amateur con interés particular en el sol, Lockyer pasó a ser director del Observatorio de física solar en Kensington, Londres.

## Carrera
En la década de 1860 Lockyer se interesó por la espectroscopia electromagnética (ver: Historia de la espectroscopia) como herramienta analítica para determinar la composición de los cuerpos astrales. Durante el eclipse solar de octubre de 1868 Lockyer observó una línea amarilla en el espectro tomado cerca del borde del sol desde Vijaydurg. Con una longitud de onda de aproximadamente 588 nm, ligeramente menor que las llamadas líneas «D» del sodio, la prominente línea no podía asociarse con ningún elemento conocido en la época, por lo que Lockyer sugirió que era causada por un elemento solar desconocido. Llamó al elemento helium por el nombre griego Helios, que significa sol. (Pierre Janssen también observó la línea amarilla durante el mismo eclipse, así que es habitualmente reconocido junto a Lockyer como descubridores del helio.)
El helio terrestre fue hallado aproximadamente diez años después por William Ramsay. En su trabajo de identificación Lockyer colaboró con el notable químico Edward Frankland.
Para facilitar la transmisión de ideas entre disciplinas científicas, Lockyer fundó la publicación de ciencia general Nature en 1869, donde permaneció como editor hasta poco antes de su muerte.
A principios de 1890, Lockyer se interesó en las posibles alineaciones astronómicas de los monumentos griegos y egipcios antiguos. En 1901 amplió sus estudios a Stonehenge, fechando su construcción en el 1848 ane a partir de la medida de su alineación en el momento de la construcción e interpretando la diferencia en términos de la precesión del eje orbital de la Tierra; fue confirmada en 1952 por la datación de carbono por radio. Aunque muchas de las hipótesis y conclusiones de Lockyer no fueron universalmente bien recibidas y, a menudo, no sobrevivieron al paso del tiempo, se le acreditará la fundación del campo de la arqueoastronomía.
Luego de su retiro en 1911. Lockyer organizó un observatorio cerca de su casa en Salcombe Regis cerca de Sidmouth, Devon. Originalmente conocido como Observatorio Hill, el sitio fue rebautizado como Observatorio y Planetario Lockyer luego de su muerte. Por un tiempo el observatorio fue parte de la Universidad de Exeter, pero en la actualidad depende del Concejo de distrito de East Devon, y es operado por la Norman Lockyer Observatory Society. La cátedra Norman Lockyer en astrofísica en Exeter está dirigida por el profesor Tim Naylor, que dirige allí un equipo sobre formación de estrellas.
Lockyer murió en su casa en Salcombe Regis en 1920, y fue sepultado en el campo de la iglesia de San Pedro y Santa María.

## Honores y premios
- Fellow of the Royal Society (1869)
- Medalla Janssen, Paris Academy of Science (1875)
- Knight Commander of the Order of the Bath (1897)[5]
- President, British Association (1903-1904)

## Reconocimientos
- El cráter lunar Lockyer fue nombrado en su memoria.[6]
- El cráter marciano Lockyer también le honra.[7]

## Publicaciones
- Norman Lockyer (1889). Elementary Lessons in Astronomy. Macmillan and co. (1868-94)
- Questions on Astronomy (1870)
- Joseph Norman Lockyer (1873). The Spectroscope and Its Applications. Macmillan and Co.
- Norman Lockyer (1874). Contributions Contributions to Solar Physics. Macmillan and co.
- Norman Lockyer, George Mitchell Seabroke (1878). Stargazing. Macmillan and co.
- Norman Lockyer (1878). Studies in spectrum analysis. C. K. Paul.
- Report to the Committee on Solar Physics on the Basic Lines Common to Spots and Prominences (1880)
- Joseph Norman Lockyer, Norman Lockyer (1887). The Movements of the Earth. Macmillan and co.
- Norman Lockyer (1887). The Chemistry of the Sun. Macmillan and co.
- Norman Lockyer (1890). The Meteoritic Hypothesis. Macmillan.
- Penrose, F.C., (communicated by Joseph Norman Lockyer), The Orientation of Greek Temples, Nature, v.48, n.1228, May 11, 1893, pp.42-43
- Norman Lockyer (1894). The Dawn of Astronomy. Cassell.
- The Rules of Golf: Being the St. Andrews Rules for the Game (1896), with William Rutherford
- Norman Lockyer (1897). The Sun's Place in Nature. The Macmillan company.
- Recent and Coming Eclipses (1900)
- Norman Lockyer (1900). Inorganic Evolution as Studied by Spectrum Analysis. Macmillan and co., limited.
- Norman Lockyer (1903). On the Influence of Brain Power on History. Macmillan and Co., Limited.
- Stonehenge and Other British Stone Monuments Astronomically Considered (1906; second edition, 1909)
- Norman Lockyer, Joseph Norman Lockyer (1906). Education and National Progress. Macmillan and co.
- Norman Lockyer, Joseph Norman Lockyer (1909). Surveying for Archaeologists. Macmillan and co., limited.
- Norman Lockyer, Winifred Lucas Lockyer (1910). Tennyson, as a Student and Poet of Nature. Macmillan.